# Barry Humphries

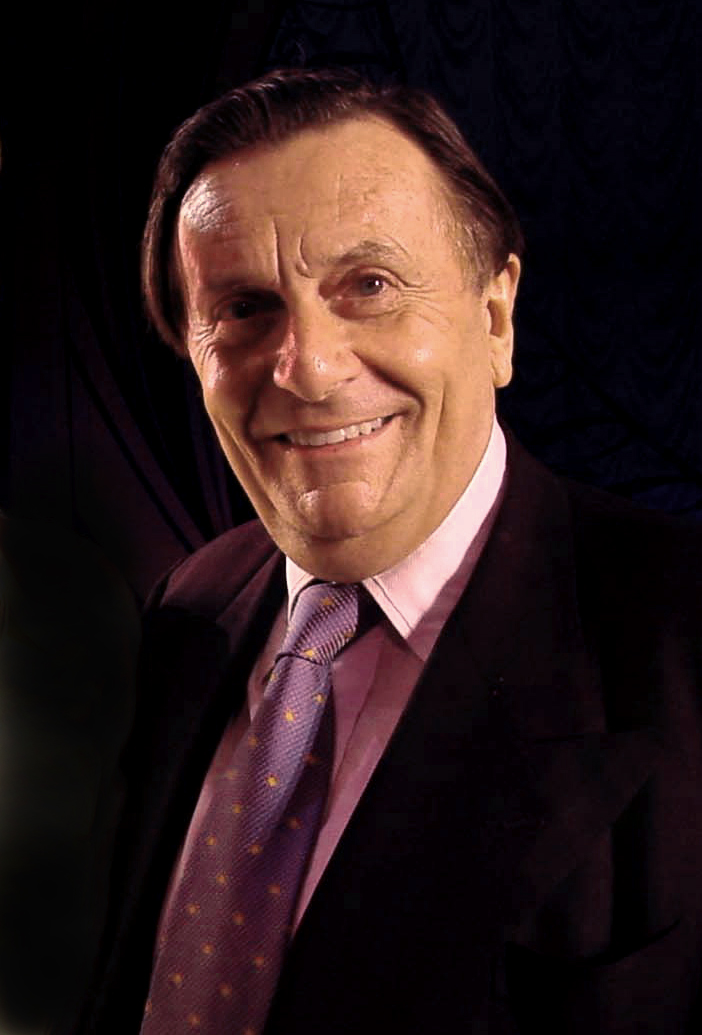
Barry Humphries in 2001

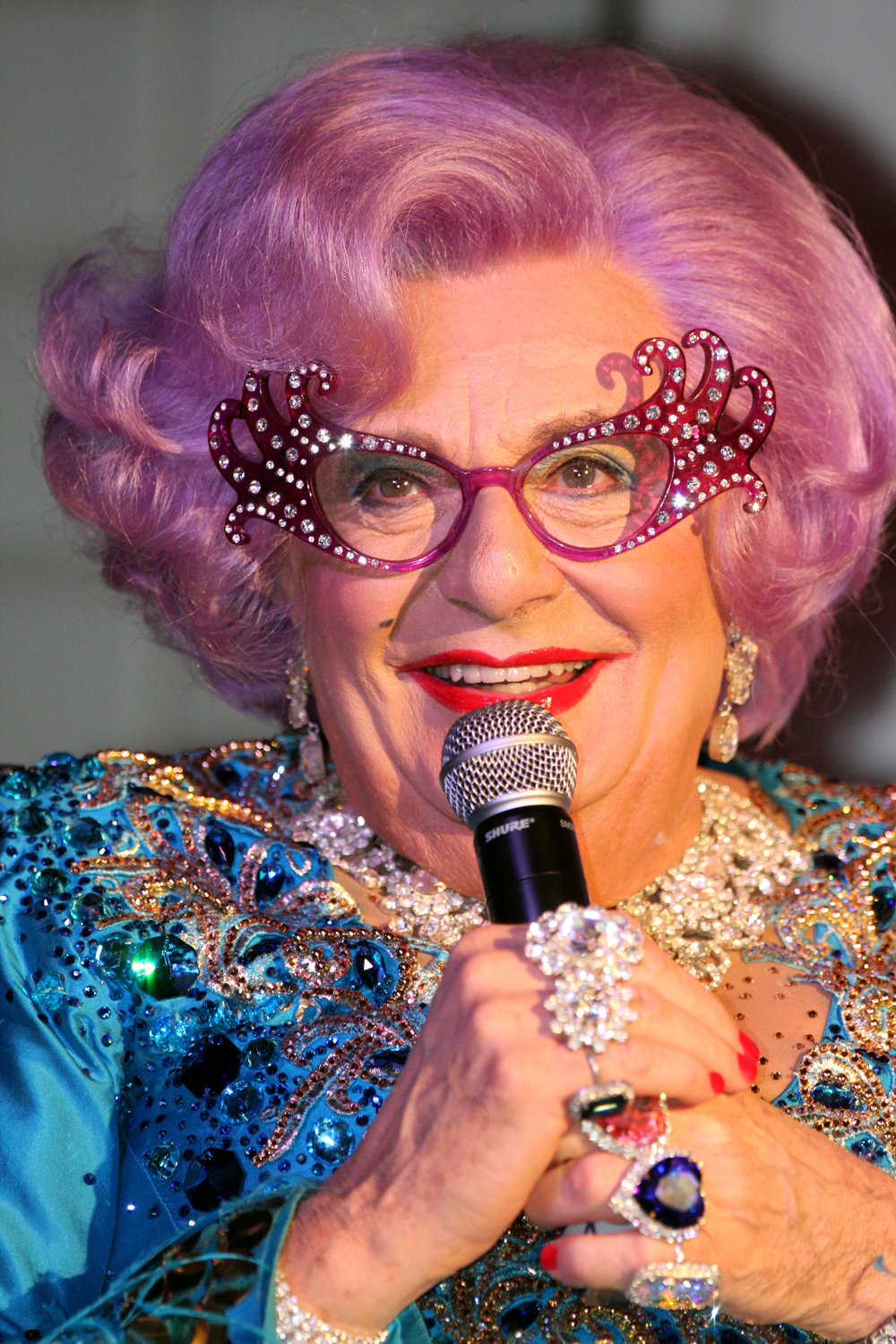
Humphries als Dame Edna

John Barry Humphries (Kew, Melbourne, 17 februari 1934 – Sydney, 22 april 2023) was een Australisch satiricus, acteur en schrijver, vooral bekend vanwege zijn komische personages Dame Edna Everage, Sir Les Patterson en Sandy Stone. 

## Carrière
Na eerste successen in Australië debuteerde hij in 1962 in Engeland in Peter Cooks nachtclub The Establishment.
Als Dame Edna had hij verschillende talkshows op de Britse omroep ITV, die ook in Nederland door de VARA zijn uitgezonden. 
Criticus Robert Hughes omschreef hem als Australiës enige echte Dadaïst.
In 2009 was hij als verteller te horen in de animatiefilm Mary and Max. In 2012 speelde hij, door middel van CGI, de 'Goblin King' in The Hobbit: An Unexpected Journey van regisseur Peter Jackson.
Hij schreef columns voor het magazine The Spectator en was verzamelaar van boeken en schilderkunst zoals van de Vlaamse symbolist Jan Frans De Boever. Humphries was tevens erevoorzitter van de Stichting Studiekring Jan Frans De Boever.
Enkele opmerkingen door Humphries over transgenders zorgden ervoor dat het Melbourne International Comedy Festival de prijs voor beste comedy-act niet langer de Barry Award noemt. 

### Privéleven en overlijden
Humphries trouwde viermaal en kreeg vier kinderen. Hij werd in februari 2023 in het ziekenhuis opgenomen nadat hij in zijn appartement in Sydney was gevallen en geopereerd moest worden aan zijn heup. Na complicaties van deze operatie werd hij opnieuw opgenomen in het ziekenhuis, waar hij in april 2023 op 89-jarige leeftijd overleed.

## Filmografie
Exclusief televisiefilms
| - Percy's Progress (1974) - Barry McKenzie Holds His Own (1974) (als Dame Edna) - The Great Macarthy (1975) - Side by Side (1975) - Sgt. Pepper's Lonely Hearts Club Band (1977) (als Dame Edna) - Shock Treatment (1981) - Dr. Fischer of Geneva (1985) - Howling III (1987) - Les Patterson Saves the World (1987) (dubbelrol als Dame Edna & Les Patterson) - Pterodactyl Woman from Beverly Hills (1994) (cameo) - Immortal Beloved (1994) (als Count Metternich) - The Leading Man (1996) - Spice World (1996) - Welcome to Woop Woop (1997) - Nicholas Nickleby (2002) - Finding Nemo (2003) (als Bruce the Shark) - Mary and Max (2009) - The Hobbit: An Unexpected Journey (2012) - Absolutely Fabulous: The Movie (2016) |